# Ilovica
Ilovica (macedónul: Иловица) település Észak-Macedóniában, a Délkeleti körzet Boszilovói járásában.

## Népesség
| Lakosok száma | 1267 | 1373 | 1557 | 1724 | 2042 | 1946 | 1912 | 1907 | 1551 |
|               | 1948 | 1953 | 1961 | 1971 | 1981 | 1991 | 1994 | 2002 | 2021 |

2002-ben 1 907 lakosa volt, akik közül 1 611 macedón, 239 török, 19 cigány, 1 szerb és 37 egyéb nemzetiségű.